# Weslley
Weslley Smith Alves Feitosa (ur. 21 kwietnia 1992 w Uruçuí) – brazylijski piłkarz występujący na pozycji napastnika.

## Kariera piłkarska
Od 2011 roku występował w Flamengo, Chunnam Dragons, Gangwon FC, Linense, Busan IPark, Buriram United, Shonan Bellmare i Incheon United.